# ミカイル・マデン
ミカイル・マデン（Mikail Maden, 2002年1月17日 - ）は、ノルウェー・ホルダラン県ベルゲン出身のサッカー選手。シャルケ04所属。ポジションはFW。

## クラブ経歴
ユース時代を地元のSKブランで過ごし、2018年から2年間はBチームでプレー。2020年1月にシャルケ04と契約。2月にU-19チームに昇格。2021年2月までにU-19リーグで7試合に出場し、2021年3月に2軍にあたるシャルケ04 IIを飛び越してトップチームに昇格。同月13日のVfLヴォルフスブルク戦で、後半40分に交代で起用されプロデビュー。しかし、大量失点を喫していた場面での登場となり、試合も0-5の大敗で終えた。

## 代表歴
2017年から2年間、各ユース世代のノルウェー代表に招集された。